# Episymploce subvicina
Episymploce subvicina är en kackerlacksart som först beskrevs av Bei-Bienko 1969.  Episymploce subvicina ingår i släktet Episymploce och familjen småkackerlackor. Inga underarter finns listade i Catalogue of Life.